# Innocent Mdledle
Innocent Thembinkosi Mdledle (Matatiele, 12 novembre 1985) è un ex calciatore sudafricano, di ruolo difensore.